# Tanya Hubbard
Tanya Hubbard (Vancouver, 1966) è un'attrice canadese, nota soprattutto per i molti ruoli ricoperti in serie televisive quali  General Hospital, Santa Barbara e Caprica, spin-off di Battlestar Galactica.

## Biografia
Nel corso degli anni è apparsa come guest star anche nelle serie televisive Beautiful, Hustle - I signori della truffa, Da Vinci's City Hall, 4400, Fringe, Supernatural e Psych. Oltre alle pellicole Apartheid Slave-Women's Justice, The Black Door, Go for Broke, Hejira, Mount Pleasant e Final Destination 5.